# Apogon maculiferus
Apogon maculiferus är en fiskart som beskrevs av Garrett, 1864. Apogon maculiferus ingår i släktet Apogon och familjen Apogonidae. Inga underarter finns listade i Catalogue of Life.